# Disasterpieces
Disasterpieces е концертно DVD на американската неометъл група Слипнот. Може да се каже, че се състои от две части, едната е концерта в Лондон на 15 февруари 2002, а другата са всички клиповете на групата излезли дотогава. Това DVD е успешно, и това е съвсем оправдано, имайки се предвид огромната популярност на групата и качествените им изпълнения на живо. За направата му са използвани кадри от камери разположени на необичаини места, като грифа на китарата, прикрепени към дрехите и др. Гиляма част от материала се пада на вокала #8Кори Тейлър и ефектно му изпълнение, освен това един от ключовите моменти в записа е дръм(барабанното) солото на #1Джой Джордисън. След това изпълнение няма човек съмняващ се в неговите умения на барабанист. Disasterpieces е продадено в над 3 млн. копия само в САЩ.

## Списък на песните в DVD-то
На живо от Лондон арена(15 февруари 2002)
- 1 Opening / „(515)“
- 2 „People = Shit“
- 3 „Liberate“
- 4 „Left Behind“
- 5 „Eeyore“
- 6 [Set-Up]
- 7 „Disasterpiece“
- 8 [Soundcheck]
- 9 „Purity“
- 10 „Gently“
- 11 „Sid Solo“
- 12 „Eyeless“
- 13 [In-Store (Paris)]
- 14 „Joey Solo“
- 15 [Mask Cams]
- 16 „My Plague“
- 17 „New Abortion“
- 18 „The Heretic Anthem“
- 19 „Spit It Out“
- 20 „Wait And Bleed“
- 21 „It Begins“ / „742617000027“
- 22 „(SiC)“
- 23 „Surfacing“

## Видео клипове включени в DVD-то
- 1 „Spit It Out“
- 2 „Wait And Bleed“
- 3 „Wait And Bleed“ (Анимирана версия)
- 4 „Left Behind“ (Цензурирана)
- 5 „My Plague“ (New Abuse ремикс)
- 6 „Purity“ (Само аудио)